# Clube Ferroviário de Maputo
El Ferroviário de Maputo, o simplemente Ferroviário, es un equipo de fútbol de Mozambique que juega en la Moçambola, el campeonato de fútbol más importante del país.

## Historia
Fue fundado en 1924 en la capital Maputo con el nombre Clube Ferroviário de Lourenço-Marques hasta 1974 cuando tomaron el nombre que tienen actualmente. También cuenta con un equipo de baloncesto, el cual es de los más fuertes del continente.

## Palmarés
- Moçambola: 10

1982, 1989, 1996, 1997, 1999, 2002, 2005, 2008, 2009, 2015
- Copa de Mozambique: 7

1982, 1989, 1996, 2004, 2009, 2011, 2022
- Supercopa de Mozambique: 7

1997, 2005, 2006, 2009, 2010, 2012, 2016
- Copa de Honor de Maputo: 2

2001-02, 2005

## Participación en competiciones de la CAF
| Temporada | Torneo                            | Ronda            | Club                   | Casa  | Visita | Global      |
| --------- | --------------------------------- | ---------------- | ---------------------- | ----- | ------ | ----------- |
| 1983      | Copa Africana de Clubes Campeones | 1                | Matlama FC             | 3-1   | 2-1    | 5-2         |
| 1983      | Copa Africana de Clubes Campeones | 2                | Villa SC               | 1-2   | 0-3    | 1-5         |
| 1990      | Copa Africana de Clubes Campeones | 1                | Arsenal Maseru         | 1-0   | 0-2    | 1-2         |
| 1992      | Copa CAF                          | 1                | Linare FC              | 2-2   | 0-1    | 2-3         |
| 1993      | Copa CAF                          | 1                | Simba SC               | 1-1   | 0-0    | 1-1 (a)     |
| 1994      | Copa CAF                          | 1                | Gaborone United        | 2-0   | 0-1    | 2-1         |
| 1994      | Copa CAF                          | 2                | CS Saint-Denis         | 2-2   | 0-1    | 2-3         |
| 1995      | Copa CAF                          | 1                | Prisons XI             | w.o.1 | w.o.1  | w.o.1       |
| 1995      | Copa CAF                          | 2                | Zamsure FC             | 1-0   | 1-1    | 2-1         |
| 1995      | Copa CAF                          | Cuartos de final | ES Sahel               | 0-3   | 0-3    | 0-6         |
| 1996      | Copa CAF                          | 1                | Mebrat Hail            | 2-0   | 0-0    | 2-0         |
| 1996      | Copa CAF                          | 2                | MC Oran                | 2-0   | 1-4    | 3-4         |
| 1997      | Liga de Campeones de la CAF       | 1                | FC BFV                 | 4-0   | 1-0    | 5-0         |
| 1997      | Liga de Campeones de la CAF       | 2                | Unisport de Bafang     | 4-1   | 0-1    | 4-2         |
| 1997      | Liga de Campeones de la CAF       | Fase de grupos   | Zamalek SC             | 2-0   | 1-2    | 4.º lugar   |
| 1997      | Liga de Campeones de la CAF       | Fase de grupos   | Goldfields             | 2-1   | 0-4    | 4.º lugar   |
| 1997      | Liga de Campeones de la CAF       | Fase de grupos   | Club Africain          | 0-0   | 0-1    | 4.º lugar   |
| 1998      | Liga de Campeones de la CAF       | 1                | Sunrise Flacq United   | 0-0   | 4-0    | 4-0         |
| 1998      | Liga de Campeones de la CAF       | 2                | Dynamos FC             | 0-1   | 1-1    | 1-2         |
| 2000      | Liga de Campeones de la CAF       | Preliminar       | Prisons FC             | 1-0   | 2-3    | 3-3 (a)     |
| 2000      | Liga de Campeones de la CAF       | 1                | Al-Hilal Omdurmán      | 1-1   | 1-1    | 2-2 (5-3 p) |
| 2000      | Liga de Campeones de la CAF       | 2                | Africa Sports National | 1-2   | 0-5    | 1-7         |
| 2001      | Copa CAF                          | 1                | FC Jirama Antsirabe    | 3-2   | 3-0    | 6-2         |
| 2001      | Copa CAF                          | 2                | Green Mamba            | 2-0   | 2-0    | 4-0         |
| 2001      | Copa CAF                          | Cuartos de final | Cotonsport Garoua      | 2-2   | 0-1    | 2-3         |
| 2002      | Copa CAF                          | 1                | Mtibwa Sugar FC        | 1-1   | 0-0    | 1-1 (a)     |
| 2003      | Liga de Campeones de la CAF       | 1                | AS Port-Louis 2000     | 2-0   | 0-2    | 2-2 (4-5 p) |
| 2005      | Copa Confederación de la CAF      | Preliminar       | Hwange FC              | w.o.2 | w.o.2  | w.o.2       |
| 2005      | Copa Confederación de la CAF      | 1                | Ismaily SC             | 0-1   | 0-2    | 0-3         |
| 2006      | Liga de Campeones de la CAF       | Preliminar       | La Passe FC            | 2-0   | 0-0    | 2-0         |
| 2006      | Liga de Campeones de la CAF       | 1                | Asante Kotoko          | 0-0   | 1-2    | 1-2         |
| 2009      | Liga de Campeones de la CAF       | Preliminar       | KCC                    | 2-1   | 0-2    | 2-3         |
| 2012      | Copa Confederación de la CAF      | Preliminar       | Gor Mahia FC           | 3-0   | 1-0    | 4-0         |
| 2012      | Copa Confederación de la CAF      | 1                | Al-Ahly Shendi         | 0-1   | 0-2    | 0-3         |
| 2016      | Liga de Campeones de la CAF       | Preliminar       | Centre Chiefs          | w.o.3 | w.o.3  | w.o.3       |
| 2016      | Liga de Campeones de la CAF       | 1                | AS Vita Club           | 1-1   | 0-1    | 1-2         |
| 2023/24   | Copa Confederación de la CAF      | 1                | FC Belle Lumière       | w.o.4 | w.o.4  | w.o.4       |
| 2023/24   | Copa Confederación de la CAF      | 1                | GD Sagrada Esperança   | 1-0   | 0-1    | 1-1 (3-5 p) |

1- Prisons XI abandonó el torneo.

2- Hwange FC no participó en el torneo por problemas del club con la Federación de Zimbabue.

3- Centre Chiefs abandonó el torneo.

4- Belle Lumière abandonó el torneo.

## El Equipo en la Estructura del fútbol portugués
- Copa de Portugal: 6 apariciones

| 1959 - Cuartos de final 1962 - Cuartos de final | 1964 - Cuartos de final 1969 - Octavos de final | 1971 - Octavos de final 1973 - Primera Ronda |

## Jugadores

### Jugadores destacados
- Joaquim João (1982)
- Jojó (1992)
- Luis Parruque (1997)
- Mabjaia (1990)
- Paulito
- Pinto Barros
- Simão (2003-07)
- Tchaka-Tchaka
- Tomás Inguane
- Costa Pereira